# 莫克和米德拉爾
莫克和米德拉爾（荷蘭語：Mook en Middelaar）是荷蘭的一個市鎮和城市，位於荷蘭東南部。莫克和米德拉爾在行政區劃上屬於林堡省。在二戰時期這裡曾發生激烈戰鬥。 

## 外部連結
- 维基共享资源上的相關多媒體資源：莫克和米德拉爾
- Official website （页面存档备份，存于）